# Saison 2017-2018 de l'Union sportive Oyonnax rugby
Cette page présente la saison 2017-2018 de l'Union sportive Oyonnax rugby en Top 14 et en Challenge européen.

## Entraîneurs
- Adrien Buononato : directeur sportif
- Jamie Cudmore : entraîneur des avants
- Mike Prendergast : entraîneur des avants

## Effectif 2017-2018
| Nom                  | Poste            | Naissance         | Nationalité sportive | Sélections | Dernier club          | Arrivée au club (année) |
| -------------------- | ---------------- | ----------------- | -------------------- | ---------- | --------------------- | ----------------------- |
| Giorgi Vepkhvadze    | Pilier           | 5 juillet 1991    | Géorgie              | -          | Formé au club         | 2012                    |
| Irakli Mirtskhulava  | Pilier           | 22 décembre 1988  | Géorgie              | 11 (0)     | Tarbes PR             | 2016                    |
| Hoani Tui            | Pilier           | 29 mai 1984       | Nouvelle-Zélande     | -          | Lyon OU               | 2016                    |
| Fabien Vial          | Pilier           | 21 mai 1995       | France               | -          | CS Bourgoin-Jallieu   | 2017                    |
| Kevin Buys           | Pilier           | 26 avril 1986     | France               | -          | CA Brive              | 2017                    |
| Khatchik Vartanov    | Pilier           | 6 février 1993    | France               | -          | Racing 92             | 2017                    |
| Pietro Ceccarelli    | Pilier           | 16 février 1992   | Italie               | 9 (0)      | Zebre                 | 2017                    |
| Vincent Debaty       | Pilier           | 2 octobre 1981    | France               | 37 (5)     | ASM Clermont          | 2017                    |
| Benjamin Geledan     | Talonneur        | 8 avril 1990      | France               | -          | Stade rochelais       | 2016                    |
| Quentin MacDonald    | Talonneur        | 25 septembre 1988 | Nouvelle-Zélande     | -          | Blues                 | 2016                    |
| Hikawera Elliot      | Talonneur        | 22 janvier 1986   | Nouvelle-Zélande     | 7 (0)      | Chiefs                | 2017                    |
| Geoffrey Fabbri      | Deuxième ligne   | 17 juin 1992      | France               | -          | Formé au club         | 2008                    |
| Steven Sykes         | Deuxième ligne   | 5 août 1984       | Afrique du Sud       | -          | Southern Kings        | 2016                    |
| Christian Njewel     | Deuxième ligne   | 17 juin 1992      | Cameroun             |            | Lyon OU               | 2017                    |
| Phoenix Battye       | Deuxième ligne   | 28 septembre 1990 | Australie            | -          | AS Béziers            | 2017                    |
| Patrick Sobela       | Troisième ligne  | 12 août 1992      | France               |            | Formé au club         | 2009                    |
| Valentin Ursache     | Troisième ligne  | 12 août 1985      | Roumanie             | 48 (15)    | Pays d'Aix            | 2012                    |
| Viliami Ma'afu       | Troisième ligne  | 9 mars 1982       | Tonga                | 25 (15)    | Glasgow Warriors      | 2013                    |
| Maurie Fa'asavalu    | Troisième ligne  | 12 janvier 1980   | Samoa                | 25 (10)    | Harlequins            | 2014                    |
| Bilel Taieb          | Troisième ligne  | 27 janvier 1993   | Tunisie              | -          | Formé au club         | 2015                    |
| Luc Barba            | Troisième ligne  | 3 janvier 1992    | France               | -          | Racing 92             | 2016                    |
| Curtis Browning      | Troisième ligne  | 30 octobre 1993   | Australie            | -          | Lyon OU               | 2017                    |
| Kilian Bendjaballah  | Troisième ligne  | 15 février 1997   | France               |            | Stade rochelais       | 2017                    |
| Rory Grice           | Troisième ligne  | 2 avril 1990      | Nouvelle-Zélande     |            | FC Grenoble           | 2017                    |
| James Hall           | Demi de mêlée    | 2 janvier 1996    | Afrique du Sud       | -          | Southern Kings        | 2016                    |
| Jérémy Gondrand      | Demi de mêlée    | 23 février 1990   | France               | -          | Lyon OU               | 2016                    |
| Julien Audy          | Demi de mêlée    | 21 novembre 1984  | France               | -          | Union Bordeaux Bègles | 2017                    |
| Mickaël Roméra       | Demi de mêlée    | 1er février 1997  | France               | -          | Montpellier HR        | 2017                    |
| Christopher Ruiz     | Demi d'ouverture | 29 mai 1984       | Espagne              | -          | RC Narbonne           | 2015                    |
| Benjamin Botica      | Demi d'ouverture | 7 octobre 1989    | Nouvelle-Zélande     | -          | Montpellier HR        | 2016                    |
| Anthony Fuertes      | Demi d'ouverture | 16 juin 1997      | France               | -          | Stade rochelais       | 2017                    |
| Roimata Hansell-Pune | Centre           | 6 novembre 1986   | Nouvelle-Zélande     | -          | Waikato               | 2010                    |
| Maxime Veau          | Centre           | 8 août 1988       | France               | -          | Tarbes PR             | 2016                    |
| José Lima            | Centre           | 24 avril 1992     | Portugal             | 27 (16)    | US Carcassonne        | 2016                    |
| Matt Hopper          | Centre           | 29 janvier 1985   | Angleterre           | -          | Harlequins            | 2017                    |
| Mitch Inman          | Centre           | 24 octobre 1988   | Australie            | -          | Melbourne Rebels      | 2017                    |
| Vincent Lasmarrigues | Centre           | 1er juillet 1995  | France               | -          | Racing 92             | 2017                    |
| Dug Codjo            | Ailier           | 22 avril 1987     | France               | -          | US Carcassonne        | 2013                    |
| Silvère Tian         | Ailier           | 19 juillet 1980   | Côte d'Ivoire        | -          | SU Agen               | 2013                    |
| Daniel Ikpefan       | Ailier           | 18 janvier 1993   | France               | -          | Formé au club         | 2015                    |
| Tim Giresse          | Ailier           | 7 septembre 1993  | France               | -          | Biarritz olympique    | 2017                    |
| Axel Müller          | Ailier           | 25 novembre 1993  | Argentine            | -          | RC Toulon             | 2017                    |
| Aurélien Callandret  | Ailier           | 23 août 1997      | France               | -          | SO chambérien         | 2017                    |
| Bjorn Alberic Basson | Ailier           | 11 février 1987   | Afrique du Sud       | -          | Western Province      | 2017                    |
| Quentin Étienne      | Arrière          | 14 juillet 1990   | France               | -          | {RC Narbonne          | 2015                    |
| Ulupano Seuteni      | Arrière          | 9 décembre 1993   | Australie            | -          | RC Toulon             | 2016                    |

## Calendrier et résultats

### Matchs amicaux
- US Oyonnax  - FC Grenoble Rugby :  33-21
- US Oyonnax  - Stade français Paris :  30-28

### Top 14
| - US Oyonnax - Stade toulousain : 23-23 - Montpellier HR - US Oyonnax : 37-6 - US Oyonnax - SU Agen : 12-10 - Racing 92 - US Oyonnax : 25-13 - Stade rochelais - US Oyonnax : 57-12 - US Oyonnax - Union Bordeaux-Bègles : 9-39 - US Oyonnax - Section paloise : 16-19 - Lyon OU - US Oyonnax : 52-18 - US Oyonnax - Castres Olympique : 19-32 - Stade français Paris - US Oyonnax : 39-35 - US Oyonnax - ASM Clermont Auvergne : 32-32 - CA Brive - US Oyonnax: 33-30 - RC Toulon - US Oyonnax : 49-25 | - Stade toulousain - US Oyonnax : 37-15 - US Oyonnax - Montpellier HR : 30-43 - SU Agen - US Oyonnax : 36-21 - US Oyonnax - Racing 92 : 12-16 - US Oyonnax - Stade rochelais : 38-38 - Union Bordeaux-Bègles - US Oyonnax : 20-26 - Section paloise - US Oyonnax : 33-12 - US Oyonnax - Lyon OU : 39-19 - Castres Olympique - US Oyonnax : 54-3 - US Oyonnax - Stade français Paris : 33-27 - ASM Clermont Auvergne - US Oyonnax : 12-18 - US Oyonnax - CA Brive : 40-17 - US Oyonnax - RC Toulon : 29-26 |

| Rang | Club                  | J  | V  | N | D  | Bo | Bd | Pm  | Pe  | Diff | Pts |
| ---- | --------------------- | -- | -- | - | -- | -- | -- | --- | --- | ---- | --- |
| 1    | Montpellier HR        | 26 | 17 | 0 | 9  | 12 | 1  | 752 | 559 | +193 | 81  |
| 2    | Racing 92             | 26 | 18 | 0 | 8  | 5  | 3  | 622 | 478 | +144 | 80  |
| 3    | Stade toulousain      | 26 | 16 | 1 | 9  | 4  | 4  | 719 | 595 | +124 | 74  |
| 4    | RC Toulon             | 26 | 14 | 0 | 12 | 9  | 8  | 766 | 507 | +259 | 73  |
| 5    | Lyon OU               | 26 | 15 | 0 | 11 | 7  | 3  | 689 | 541 | +148 | 70  |
| 6    | Castres olympique     | 26 | 15 | 0 | 11 | 4  | 5  | 638 | 624 | +14  | 69  |
| 7    | Stade rochelais       | 26 | 14 | 1 | 11 | 6  | 3  | 686 | 531 | +155 | 67  |
| 8    | Section paloise       | 26 | 15 | 0 | 11 | 2  | 4  | 590 | 584 | +6   | 66  |
| 9    | ASM Clermont (T)      | 26 | 11 | 1 | 14 | 4  | 4  | 629 | 687 | -58  | 54  |
| 10   | Union Bordeaux Bègles | 26 | 10 | 1 | 15 | 2  | 4  | 557 | 623 | -66  | 48  |
| 11   | SU Agen (P)           | 26 | 10 | 0 | 16 | 2  | 4  | 537 | 757 | -220 | 46  |
| 12   | Stade français Paris  | 26 | 9  | 0 | 17 | 2  | 4  | 540 | 740 | -200 | 42  |
| 13   | Oyonnax Rugby (P)     | 26 | 7  | 3 | 16 | 1  | 4  | 566 | 824 | -258 | 39  |
| 14   | CA Brive              | 26 | 7  | 1 | 18 | 1  | 5  | 485 | 726 | -241 | 36  |

### Barrages Accession Top 14
| Samedi 12 mai 2018 14 h 45 | FC Grenoble | 47 - 22 (28 - 10) | US Oyonnax | Stade des Alpes, Grenoble Arbitre : Laurent Cardona |
| Samedi 12 mai 2018 14 h 45 | Essai(s) : 7 Visinia (8e, 68e), Mélé (11e), Oz (33e), Taumolo (38e), Guillemin (65e), Mas (77e) Transformation(s) : 6 Mélé (8e, 11e, 33e, 38e),Pourteau (68e) , Francis (77e) |                   | Essai(s) : 3 Ikepefan (22e, 51e), Müller (80e) Transformation(s) : 2 Botica (22e, 51e) Pénalité(s) : 1 Botica (15e) | Stade des Alpes, Grenoble Arbitre : Laurent Cardona |
| Samedi 12 mai 2018 14 h 45 | |                   | | Stade des Alpes, Grenoble Arbitre : Laurent Cardona |

### Challenge européen
Dans le Challenge européen, l'US Oyonnax fait partie de la poule 5 et est opposée aux Français du CA Brive, des Anglais des Worcester Warriors , et aux Irlandais du Connacht.
| - US Oyonnax - Connacht : 15-43 - CA Brive - US Oyonnax: 38-13 - Worcester Warriors - US Oyonnax: 35-14 | - US Oyonnax - Worcester Warriors : 27-20 - US Oyonnax - CA Brive : 19-29 - Connacht - US Oyonnax : 50-14 |

Avec 1 victoires et 5 défaite, l'US Oyonnax termine 4e de la poule 5 et n'est qualifié pour les quarts de finale.

| Rang | Équipe             | J | V | N | D | Em | Ee | Bo | Bd | Pm  | Pe  | Diff | Pts |
| ---- | ------------------ | - | - | - | - | -- | -- | -- | -- | --- | --- | ---- | --- |
| 1    | Connacht           | 6 | 5 | 1 | 0 | 21 | 13 | 4  | 0  | 225 | 102 | +123 | 26  |
| 2    | CA Brive           | 6 | 3 | 0 | 3 | 18 | 18 | 4  | 1  | 161 | 162 | -1   | 17  |
| 3    | Worcester Warriors | 6 | 2 | 1 | 3 | 15 | 12 | 3  | 2  | 124 | 133 | -9   | 15  |
| 4    | Oyonnax Rugby      | 6 | 1 | 0 | 5 | 9  | 20 | 0  | 0  | 102 | 215 | -113 | 4   |

## Statistiques

### Championnat de France
Meilleurs réalisateurs
| Rang | Joueur            | Poste                | Points | Essais | Transf. | Pén. | Drops |
| ---- | ----------------- | -------------------- | ------ | ------ | ------- | ---- | ----- |
| 1    | Benjamin Botica   | Demi d'ouverture     | 315    | 7      | 38      | 0    | 68    |
| 2    | Quentin MacDonald | Talonneur            | 25     | 5      | 0       | 0    | 0     |
| 3    | Jérémy Gondrand   | Demi de mêlée        | 23     | 4      | 0       | 1    | 0     |
| 4    | Valentin Ursache  | Troisième ligne aile | 15     | 3      | 0       | 0    | 0     |
| 5    | Quentin Étienne   | Arrière              | 12     | 2      | 1       | 0    | 0     |

Meilleurs marqueurs
| Rang | Joueur            | Poste                | Essais |
| ---- | ----------------- | -------------------- | ------ |
| 1    | Benjamin Botica   | Demi d'ouverture     | 7      |
| 2    | Quentin MacDonald | Talonneur            | 5      |
| 3    | Jérémy Gondrand   | Demi de mêlée        | 4      |
| 4    | Valentin Ursache  | Troisième ligne aile | 3      |
| 5    | Dug Codjo         | Ailier               | 2      |